# جون بيبير-فيرغسون
جون بيبير-فيرغسون (بالإنجليزية: John Pyper-Ferguson)‏ هو ممثل كندي وأسترالي، ولد في 27 فبراير 1964 في أستراليا.

## أعمال

### أفلام
- (1992) غير مغفور[4][5]
- (2001) بيرل هاربر[6][7][8]
- (2010) إدانة (فيلم 2010)
- (2010) تيكن
- (2011) قيادة[9]

### مسلسلات
- 24
- اكذب علي
- الإخوة والأخوات
- الملفات الغامضة
- جوال تكساس ووكر
- عقول إجرامية
- عملاء شيلد
- كاسل
- كان ياما كان

## وصلات خارجية
- جون بيبير-فيرغسون على موقع IMDb (الإنجليزية)
- جون بيبير-فيرغسون على موقع ألو سيني (الفرنسية)
- جون بيبير-فيرغسون على موقع أول موفي (الإنجليزية)
- جون بيبير-فيرغسون على موقع قاعدة بيانات الأفلام السويدية (السويدية)
- جون بيبير-فيرغسون على موقع ديسكوغز (الإنجليزية)
- جون بيبير-فيرغسون على موقع قاعدة بيانات الفيلم (الإنجليزية)
- جون بيبير-فيرغسون على موقع كينوبويسك (الروسية)